# Щукино (Новосибирская область)
Щу́кино — деревня в Колыванском районе Новосибирской области. Входит в состав Новотроицкого сельсовета.

## География
Площадь деревни — 41 гектар.

## Население
| 2002 | 2007 | 2010 |
| ---- | ---- | ---- |
| 51   | ↘34  | ↘20  |

## Инфраструктура
В деревне по данным на 2007 год функционирует 1 учреждение здравоохранения.